# Le Baiser devant le miroir
Pour plus de détails, voir Fiche technique et Distribution.
Le Baiser devant le miroir  (The Kiss Before the Mirror) est un film américain en noir et blanc réalisé par James Whale, sorti en 1933.
Le film met en scène un médecin jaloux qui tue sa femme pour avoir triché. Son meilleur ami prend sa défense devant le tribunal. Après l'acquittement de son client, l'avocat commence à soupçonner sa propre femme d'adultère. Il veut également la tuer et être acquitté de la même manière.

## Synopsis
L'avocat Paul Held défend son ami Walter Bernsdorf, qui a été accusé du meurtre de sa femme Lucy à Vienne. Selon Walter, Lucy lui était infidèle pendant leur mariage. Après l'audience, Paul rentre chez lui auprès de sa femme, Maria, et l'observe alors qu'elle se maquille sur sa coiffeuse. La scène lui rappelle celle que Walter a décrite avant le meurtre de Lucy. Lorsque Paul tente d'embrasser Maria, elle le repousse en lui reprochant de gâcher son maquillage. Puis, elle quitte leur maison.
Paul suit Maria dans les rues de Vienne et la voit rencontrer un amant et enrage en fantasman sur le meurtre de Maria. Il est également obsédé par l'idée de disculper Walter du meurtre de Lucy, dans l'espoir de prouver au tribunal que l'amour extrême de Walter pour elle l'a poussé à commettre un crime passionnel. Malgré les parallèles entre les circonstances du meurtre de Lucy et la liaison actuelle de Maria, celle-ci continue à rendre visite à son amant.
Paul insiste pour que Maria soit présente lors du dernier jour des délibérations du procès de Walter. Il fait une déclaration finale passionnée, qu'il conclut en révélant un pistolet et en le pointant sur Maria dans l'audience. Elle hurle d'horreur et perd connaissance, après quoi Paul termine son discours. Pendant que le jury délibère, Paul rencontre Maria dans son bureau, où elle réagit avec terreur. Elle insiste sur le fait qu'elle l'aime toujours malgré sa liaison d'adultère. Walter est finalement acquitté et met en garde Paul contre le meurtre de Maria, qu'il regretterait. Paul suit son conseil et demande à Maria de quitter le palais de justice. En rentrant chez lui, Paul brise avec colère le miroir de Maria. 
Maria apparaît derrière lui et tous deux s'embrassent.

## Fiche technique
- Titre : Le Baiser devant le miroir
- Titre original : The Kiss Before the Mirror
- Réalisation : James Whale
- Scénario : William Anthony McGuire d'après la pièce de Ladislas Fodor
- Photographie : Karl Freund
- Musique : W. Franke Harling
- Montage : Ted Kent
- Producteur : Carl Laemmle Jr.
- Sociétés de production et de distribution : Universal Pictures
- Pays de production :  États-Unis
- Langur d'origine : anglais
- Format : noir et blanc — 35 mm — 1,37:1 — Son : Mono (Western Electric Noiseless Recording)
- Genre : Drame, Film à énigme
- Durée : 69 minutes
- Dates de sortie : 
  - États-Unis : 4 mai 1933
  - France : 29 septembre 1933

## Distribution
- Nancy Carroll : Maria Held
- Frank Morgan : Paul Held
- Paul Lukas : Walter Bernsdorf
- Gloria Stuart : Mme Walter Bernsdorf
- Jean Dixon : Hilda Frey
- Donald Cook : l'amoureux de Maria
- Charley Grapewin : Schultz
- Walter Pidgeon : l'amoureux de Lucy
- Christian Rub : l'homme au mauvais étage
- May Boley : la perturbatrice au tribunal

Acteurs non crédités
- Ernie Adams : l’homme qui recherche la lumière
- Clay Clement : un journaliste au procès
- Mary Gordon : la femme de ménage